# Mšecké Žehrovice
Mšecké Žehrovice (Duits: Kornhaus Scherowitz) is een Tsjechische gemeente in de regio Midden-Bohemen en maakt deel uit van het district Rakovník. Het dorp ligt ongeveer 3 km ten noordoosten van Nový Strašecí en 13 km ten westen van Kladno. Het dorp is vooral bekend vanwege de hopteelt.
Mšecké Žehrovice telt 643 inwoners.

## Geschiedenis
De eerste schriftelijke vermelding van het dorp dateert van 1045, maar archeologische vondsten getuigen ervan dat het gebied rond Žehrovice al in het stenen tijdperk bewoond werd. Op de Libeňheuvel zijn stenen schrapers en andere stenen werktuigen uit het neolithicum en de kopertijd aangetroffen. Andere vondsten zijn gedaan in de rivierbedding van de Kaštance ten zuiden van Červený rybník. Op de plaats genaamd Pod vsí in de uiterwaarden ten zuiden van Mšec Žehrovice en zijn nederzettingen van de Knovízcultuur aangetroffen.
Sinds 2003 is Mšecké Žehrovice een zelfstandige gemeente binnen het Rakovníkdistrict.

### Keltische nederzetting
In de La Tène-periode was er een Keltische nederzetting ten zuiden van het huidige dorp. De nederzetting werd gesticht in de 3e eeuw voor Christus. Aanvankelijk was het een dorp met vijf half-vrijstaande huizen en één groter huis met een houten omheining. Rond het midden van de 21e eeuw werd een grote kei aangetroffen, die waarschijnlijk werd gebruikt voor religieuze doeleinden. In de nederzetting werd ijzer bewerkt. Er zijn restanten van ertsbranderijen, stookplaatsen, mijnbouwvelden en smederijen aangetroffen. Ook zijn er potten en kommen uit de late Hallstattperiode opgegraven.
Rond 200 voor Christus werd de nederzetting herbouwd, waardoor een rechthoekige vorm ontstond. De nederzetting werd omgeven door houten vestingwerken, waarvan er resten in het noordelijk deel van de site zijn gevonden. Ongeveer twintig jaar later werd een twee meter hoge wal gebouwd, waarvan de restanten vanuit de lucht nog zichtbaar zijn.
Vóór 170 voor Christus werd de nederzetting wederom herbouwd. Twee kleinere vierkante gebouwen werden van elkaar gescheiden en er werden toegangspoorten gebouwd. Aan de noordwestkant van de site bouwden de Kelten een houten muur van 9,9 × 10,5 × 13,6 m met 4 interne palen. Na een brand rond 150 voor Christus werd de nederzetting met kleinere omvang herbouwd.

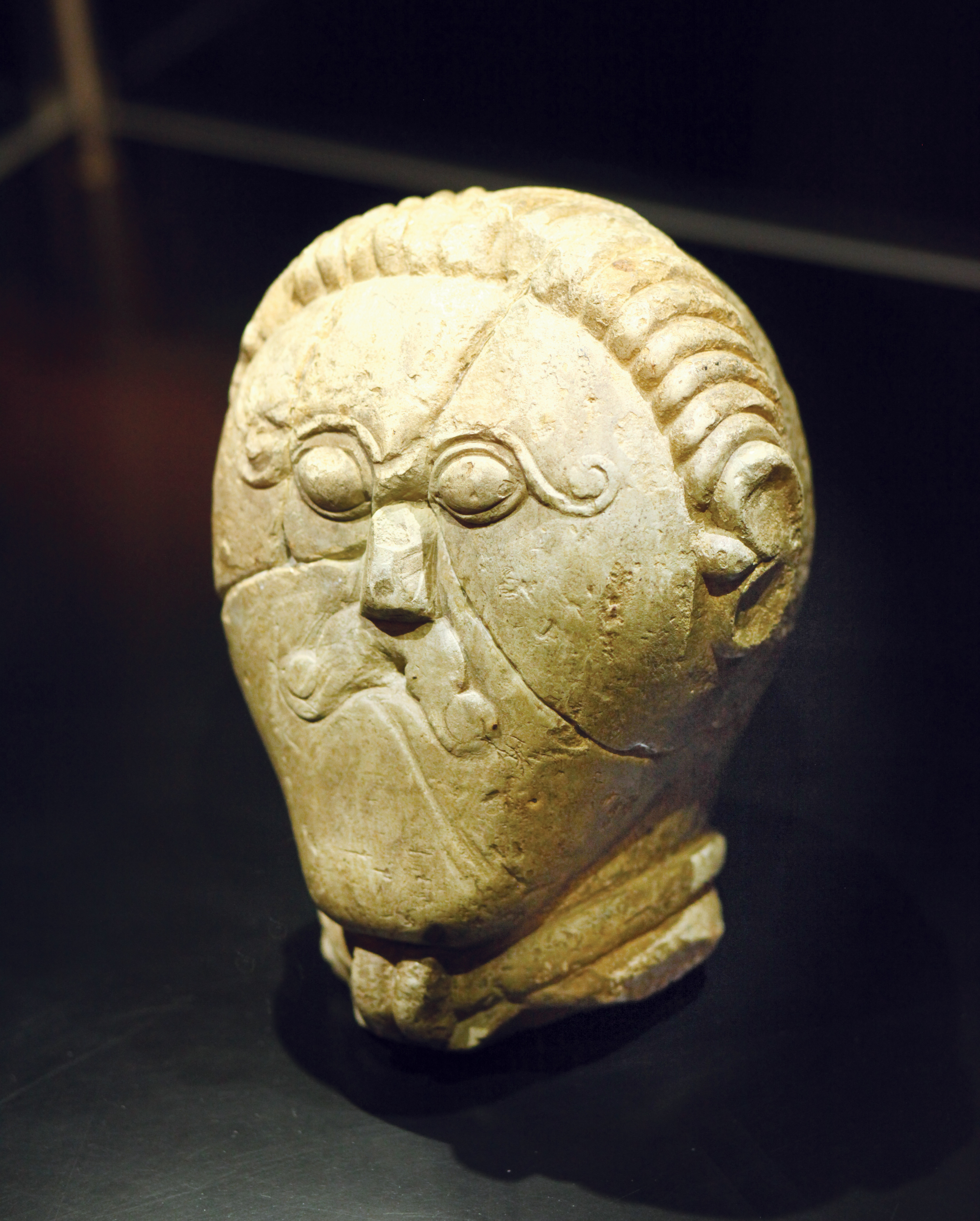
Stenen hoofd uit de 3e eeuw v.Chr.

De beroemdste vondst is een Keltisch stenen hoofd uit de 3e eeuw voor Christus, die in mei 1943 in een zandgroeve werd ontdekt. Het hoofd is tentoongesteld in de collecties van het Nationaal Museum in Praag. De vondst werd gedaan in de nabijheid van een Keltisch rechthoekig omheind gebied met hoge terpen en een groot, atypisch gebouw, waarschijnlijk een religieus bouwwerk. Het stenen hoofd houdt mogelijk verband met dit bouwwerk.
De Keltische nederzetting werd onderzocht door achtereenvolgens Ivan Borkovský (1943), Libuše Jansová (1967, 1968) en Natalie Venclová (1979-1988).
Tijdens de Keltische periode was het gebied omgeven door een heuvel van 194 × 93,5 × 187,5 × 90 m. Tegenwoordig beslaat het Libeň-natuurreservaat het grootste deel van het gebied van de nederzetting.

## Verkeer en vervoer

### Autowegen
Het dorp is te bereiken via regionale wegen.

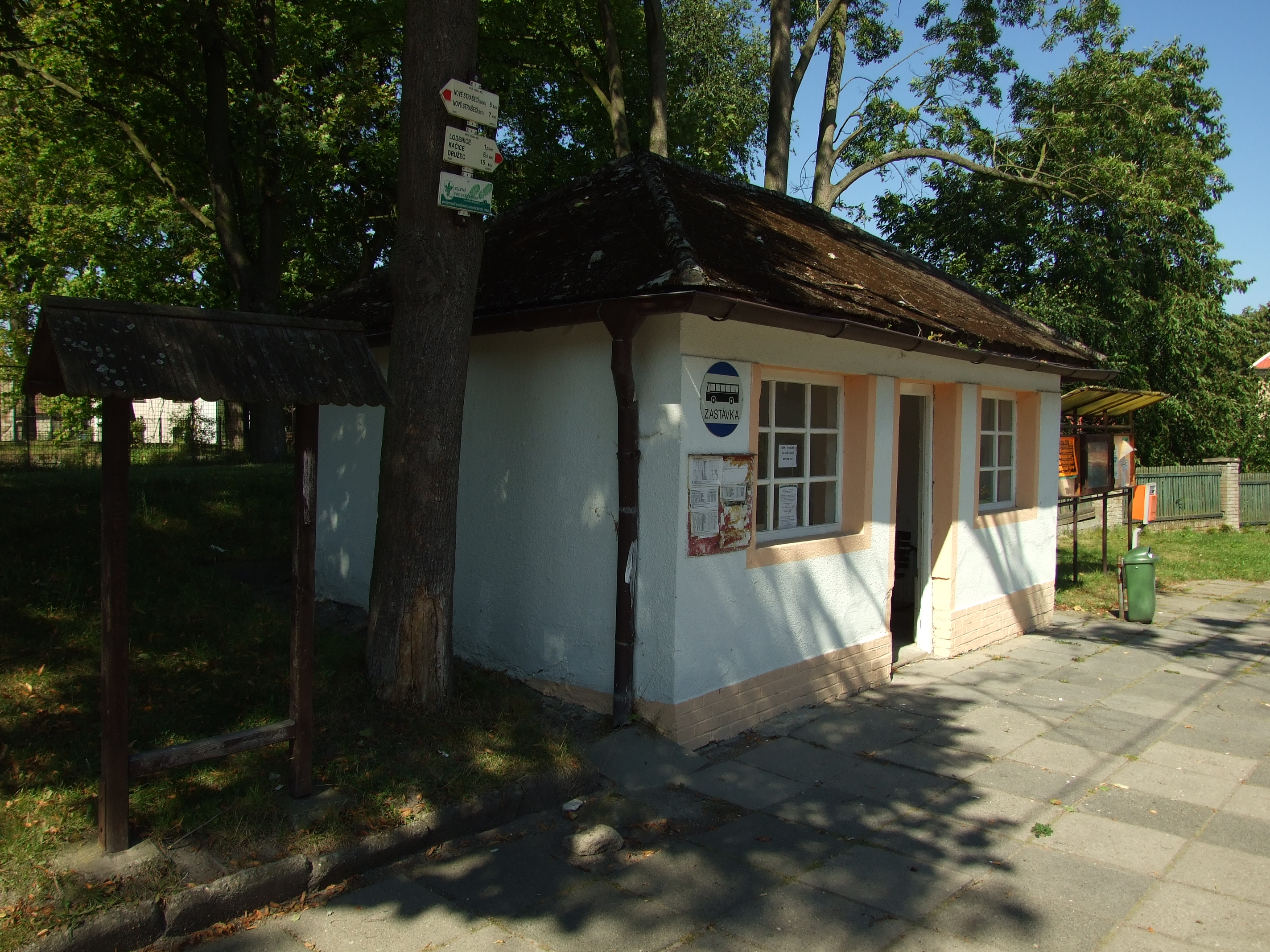
Bushalte in het dorp

### Spoorlijnen
Er is geen station in (de buurl van) het dorp.

### Buslijnen
In het dorp halteren buslijnen die Mšecké Žehrovice verbinden met de volgende plaatsen: Kladno, Praag, Rakovník, Řevničov, Slaný, Tuchlovice, Vinařice.

## Bezienswaardigheden
- De Sint-Maartenkapel uit 1774;
- Standbeeld van Johannes van Nepomuk uit 1886, op het dorpsplein bij de vijver;
- Archeologische site van de voormalige Keltische nederzetting;
- 400 jaar oude monumentale beukenboom ten noorden van het dorp.

## Galerij

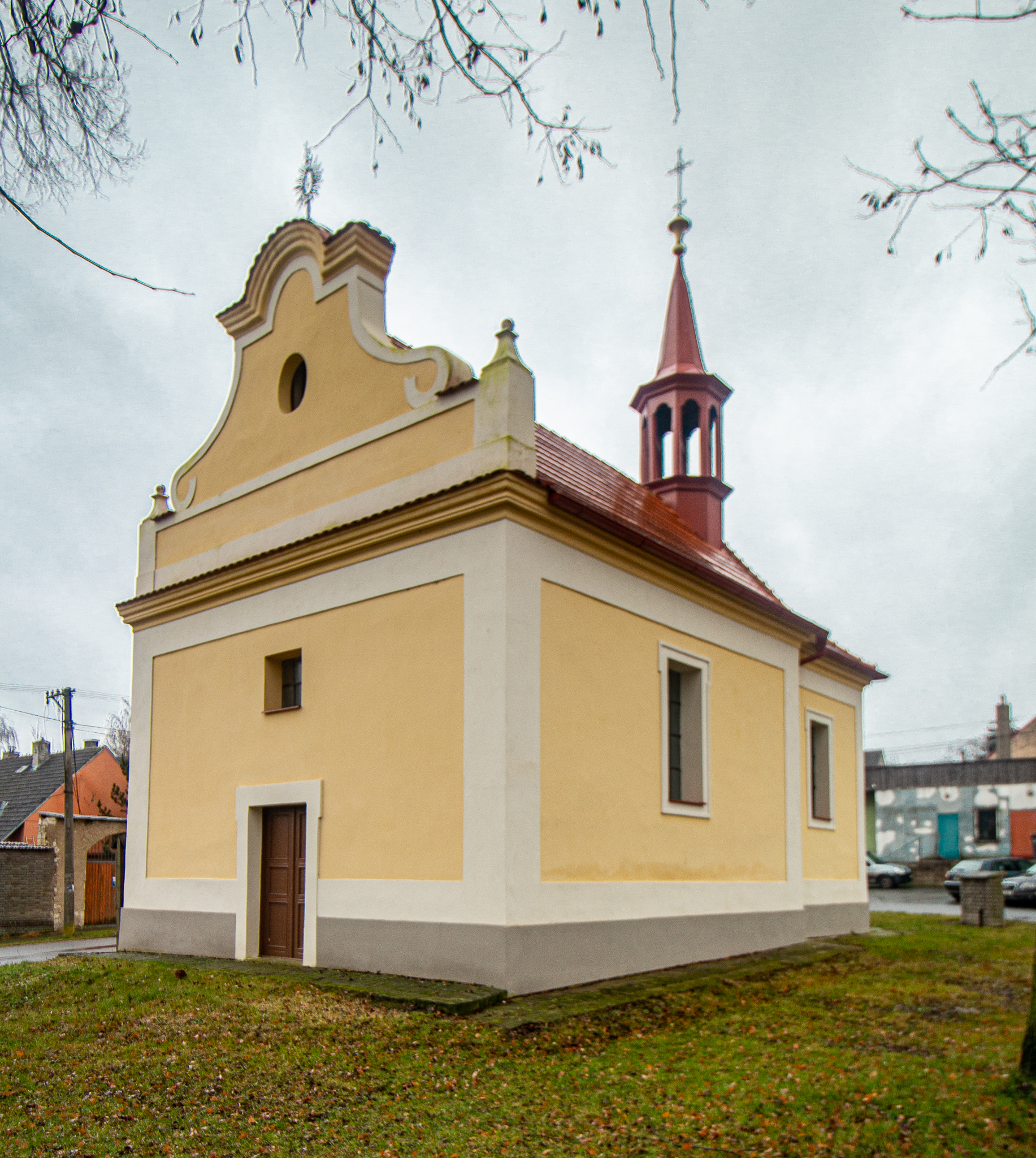
De Sint-Maartenkapel op het dorsplein
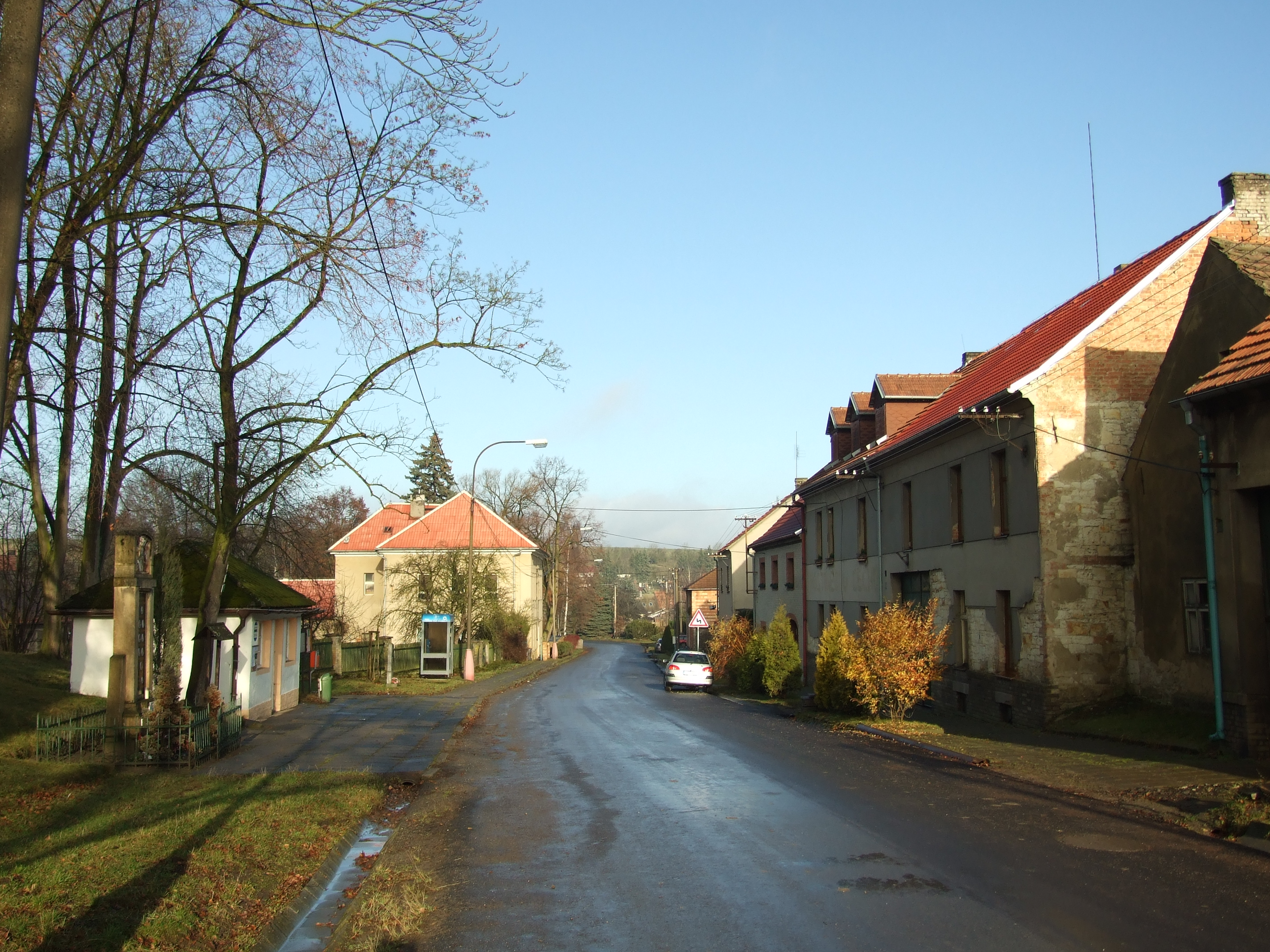
Straat in Mšecké Žehrovice (1)
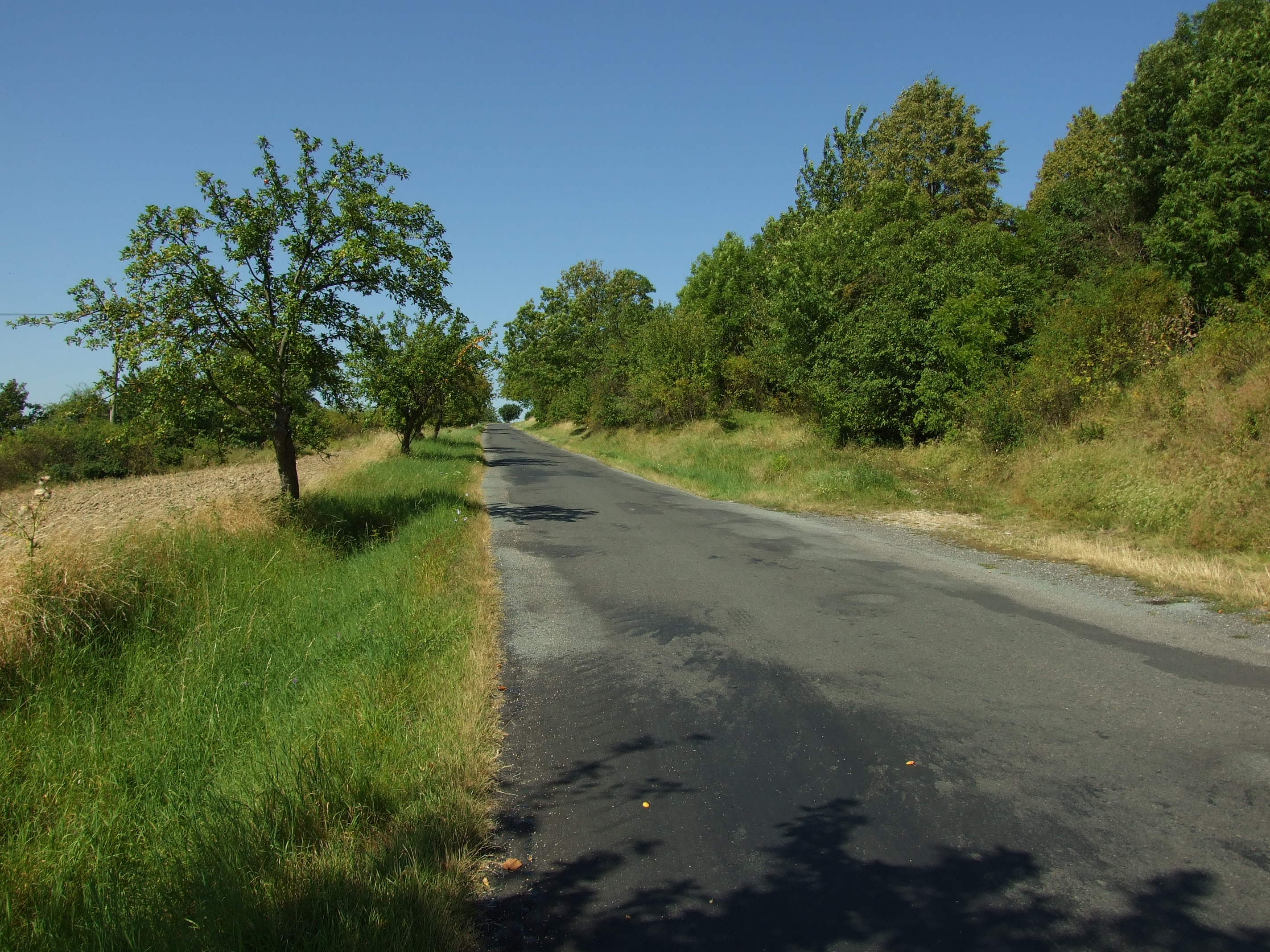
Weg naar Msec
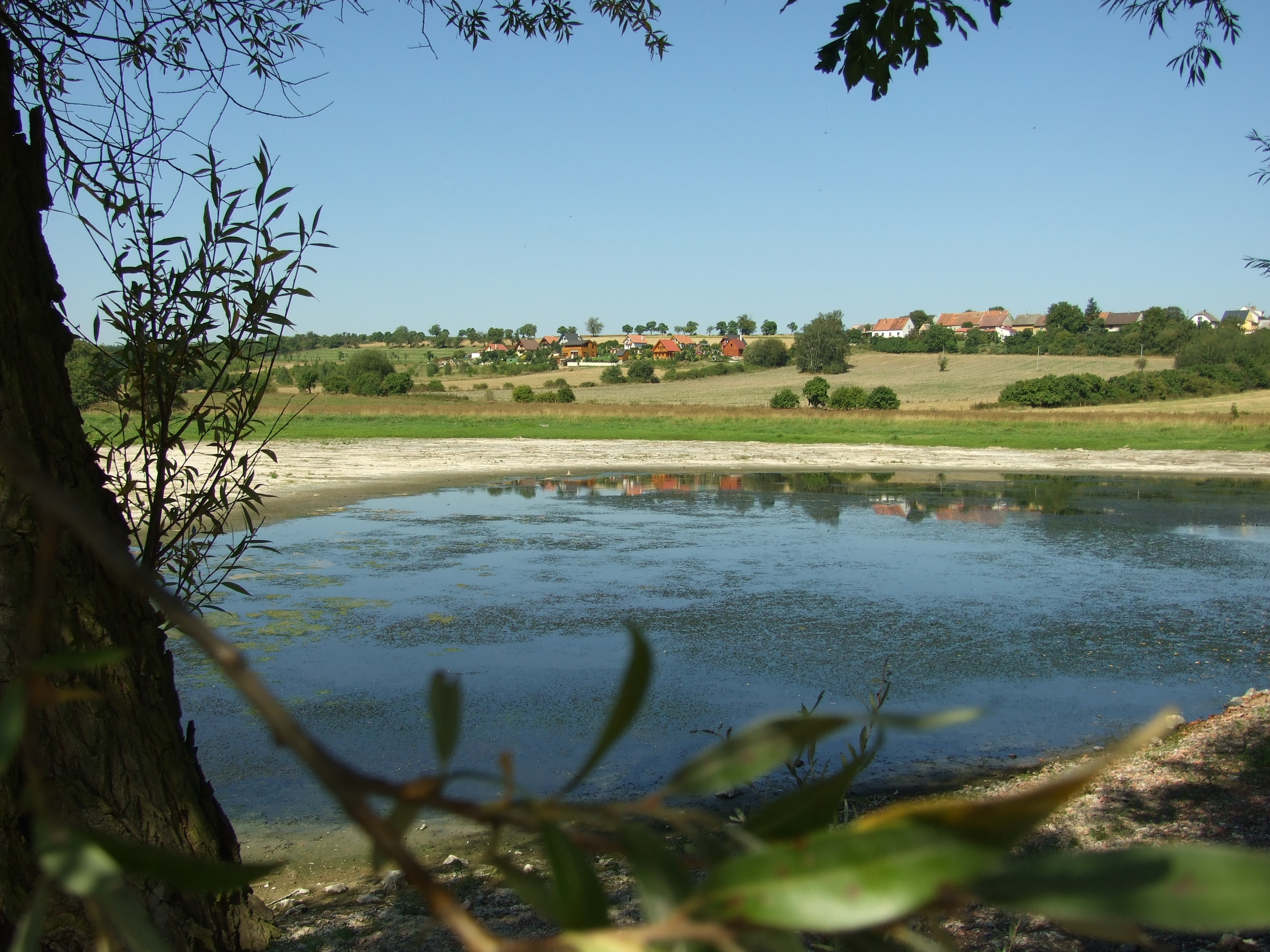
Vijver nabij Mšecké Žehrovice